# Shadow of the Tomb Raider
Shadow of the Tomb Raider je akcijsko-pustolovska videoigra iz leta 2018, ki jo je razvil Eidos-Montréal, izdala pa evropska podružnica podjetja Square Enix. Nadaljuje zgodbo iz igre Rise of the Tomb Raider iz leta 2015 in je dvanajsti glavni del serije Tomb Raider ter zadnji del prenovljene trilogije. Igra je bila po vsem svetu prvotno izdana za sisteme Microsoft Windows, PlayStation 4 in Xbox One. Različice za macOS in Linux ter Stadia so izšle novembra 2019. Po izidu je bila igra razširjena z naložljivimi vsebinami v obliki sezonske vstopnice (season pass) in samostojnih izdaj.
Zgodba se odvija kmalu po dogodkih igre Rise of the Tomb Raider in spremlja Laro Croft, ki se odpravi v tropske predele Srednje in Južne Amerike do legendarnega mesta Paititi, se spopade s paravojaško organizacijo Trojstvo (Trinity) in skuša ustaviti majsko apokalipso, ki jo je sprožila. Lara mora prečkati težavne naravne ovire in s strelnim orožjem ter prebrisanostjo premagati svoje sovražnike, medtem ko raziskuje delno odprt svet. V tem svetu lahko raziskuje z izzivi polne grobnice in odklene nove nagrade, opravi stranske misije ter išče surovine, ki jih lahko uporabi za izdelavo uporabnih materialov.
Razvoj igre se je začel leta 2015 po dokončanju igre Rise of the Tomb Raider in je trajal do julija 2018. Igra Shadow of the Tomb Raider je bila zasnovana kot zaključek Larinega potovanja, ki se je začelo v ponovnem zagonu serije leta 2013, pri čemer je ključna tema spust skozi okolje džungle v njeno osebnost. Prizorišče in pripoved temelji na mitologijah Majev in Aztekov, pri oblikovanju arhitekture in prebivalcev Paititija pa se je ekipa posvetovala z zgodovinarji. Igranje je bilo prilagojeno na podlagi povratnih informacij oboževalcev in želje Eidos Montréala, tako da vključuje plavanje in uporabo klina ter povečano prilagajanje težavnosti. Ponovno se je vrnila Camilla Luddington, da bi posnela glas in zajela gibanje Lare s pomočjo tehnologije za zajemanje gibanja. Razvoj igre je po ocenah stal od 110 do 135 milijonov ameriških dolarjev, kar jo uvršča med najdražje videoigre doslej.
Igra Shadow of the Tomb Raider, ki je izšla kot zadnji del izvorne trilogije Lare Croft, je od kritikov prejela na splošno pozitivne ocene, pri čemer je bil posebej pohvaljen poudarek igre na grobnicah in ugankah, čeprav so nekateri menili, da je igranje serije postalo zastarelo in premalo inovativno. Čeprav se je igra začela prodajati počasi, je bilo na koncu po vsem svetu prodanih več kot 8,9 milijona izvodov.

## Igranje
Shadow of the Tomb Raider je akcijsko-pustolovska igra, igrana iz tretjeosebne perspektive; igralci prevzamejo vlogo Lare Croft, ki raziskuje območja na celinah Srednje in Južne Amerike. Poleg samostojnih območij ima igra tudi veliko središče v skritem mestu Paititi. Nov menjalni sistem igralcem omogoča trgovanje in prodajo različnih virov, zbranih na območjih v okolici Paititija.
Igranje, ki je sicer identično igri Rise of the Tomb Raider, ima več prilagoditev. Nadzor plavanja je bil spremenjen, saj lahko Lara zaradi uvedbe zračnih žepov dlje časa zadrži dih pod vodo. S plezalno sekiro in vrvjo se lahko spusti po vrvi s pečine. Zelo pomemben je stealth saj se lahko Lara, ko pobegne iz vidnega polja sovražnikov, umakne iz boja, tako da se zakamuflira z blatom, skrije v grmovje ali se zlije z gosto poraščenimi površinami.
Tako kot njeni predhodniki lahko igralci lovijo divje živali, izdelujejo materiale iz zbranih surovin, rešujejo uganke ter poiščejo opcijske grobnice in stranske misije. V primerjavi s prejšnjimi deli novozagnane serije so v igri prisotne večje grobnice in bolj zapletene uganke. Igralci lahko prilagodijo svojo igralno izkušnjo, saj imajo raziskovanje, uganke in bojevanje lastne nastavitve težavnosti. Immersion Mode (način imerzije) igralcem omogoča, da v ozadju slišijo pogovore domačinov v njihovih maternih jezikih; če je izklopljen, se pogovori slišijo v jeziku, ki ga izberejo igralci.

## Zgodba
Dva meseca po dogodkih v igri Rise of the Tomb Raider se Lara Croft (Camilla Luddington) in njen prijatelj Jonah Maiava (Earl Baylon) posvetita zaustavljanju dejavnosti paravojaške organizacije Trojice. V Cozumelu v Mehiki izsledita celico, ki jo vodi Pedro Dominguez (Carlos Leal), vodja vrhovnega sveta organizacije Trojice. Lara v arheološkem najdišču organizacije odkrije tempelj, v katerem se skrivajo Chak Chelino bodalo in omembe skritega mesta. Freske na stenah opozarjajo na Ix Chelino srebrno skrinjico in svarijo pred »očiščenjem«, majevsko apokalipso, ki naj bi se končala s trajnim sončnim mrkom. Lara se ne zmeni za opozorila in vzame bodalo, da bi Trojici preprečila njegovo pridobitev. Dominguez jo ujame in razkrije, da je Lara s tem, ko je vzela bodalo, sprožila očiščenje. Vzame ji bodalo, ki ga namerava združiti s skrinjico, da bi ustavil očiščenje in s prejeto močjo preoblikoval svet po svoji podobi. Lara in Jonah pobegneta pred cunamijem, ki uniči Cozumel in napoveduje prihajajočo apokalipso.
Kljub naraščajočim napetostim med njima zaradi njenih dejanj Lara in Jonah zasledujeta Domingueza v Amazonski pragozd. Njuno letalo med drugo kataklizmo—silovitim neurjem—strmoglavi v perujski džungli , kjer najdeta pot do Paititija, skritega mesta prikazanega na stenskih poslikavah. Raziskovanje lokalnih grobnic razkrije, da združitev skrinjice z bodalom združitelju podeli moč boga Kukulkana, ki jo je treba uporabiti za zaustavitev očiščenja. Ko Lara reši dečka Etzlija (Kamran Lucas), ju z Jonahom njegova mati Unuratu (Patricia Velásquez), kraljica mesta, pripelje v Paititi. Dominguez je tedaj razkrit kot vodja kulta, posvečenega Kukulkanu in Unuratijin svak z imenom Amaru, ki ga je Trojstvo ugrabilo kot otroka. Unuratu usmeri Laro proti skrinjici, vendar Lara ugotovi, da je ni. Lara in Unuratu sta prepričani, da kult že ima skrinjico, zato jo poskušata ukrasti, vendar Unuratu ujamejo. Lara naleti tudi na nenavadne humanoidne pošasti, imenovane Yaaxil, varuhe skrinjice, in njihovega vodjo Crimson Fire (Temnordeči ogenj).
Lara izve, da je skrinjico pred stoletji vzel Andres Lopez, misijonar, ki ga je med španskim osvajanjem Južne Amerike poslalo Trojstvo. Nato reši Unuratu in ugotovi, da Amaru pravzaprav ne razume v celoti obreda; namesto da bi obred Kukulkanu zgolj vlil moč, ga žrtvuje, da bi ustavil očiščenje. Unuratu ustreli poveljnik Rourke, Amarujev namestnik. Pred smrtjo Unuratu prosi Laro, naj opravi obred, vendar jo opozori, naj ne dovoli, da bi skrinjica vplivala nanjo. Rourke napade Laro in Jonaha, ki se ločita, ko zapuščata Paititi. Ponovno se srečata v bližnji naftni rafineriji in razvozlata lokacijo skrinjice, v bližnjem misijonu, ki ga je ustanovil Lopez.
Lara in Jonah pod misijonom najdeta skrivno katakombo, ki vodi do Lopezove grobnice in skrinjice. Amaru ju prestreže in prisili Laro, da se odpove skrinjici. Prizna, da je ukazal smrt njenega očeta, da bi mu preprečil najti Paititi in mesto razkriti svetu. Lara poskuša Amaruja prepričati, naj obred uporabi v korist sveta. Ta zavrne, saj bo očiščenje prizadelo le Paititi. Pusti Laro in Jonaha, da pobegneta pred tretjo kataklizmo, močnim potresom, ki povzroči zemeljski plaz.
Nazaj v Paititiju Lara in Jonah pomagata novookronanemu Etzliju voditi napad na podzemni tempeljski kompleks. Načrtujejo, da bodo zmotili Amarujev obred in se izognili četrti kataklizmi, vulkanskem izbruhu. Lara je prisiljena nadaljevati sama. Sreča se z Yaaxili in njihovim vodjo ter jih prepriča, naj ji pomagajo ustaviti Amaruja. Rourka in vrhovni svet Trojice pobijejo Yaaxili, medtem ko se Lara prebija na vrh templja. Amaru začne obred in absorbira Kukulkanovo moč, ko se začne sončni mrk. Po dolgotrajnem boju Lara premaga Amaruja in ga smrtno zabode. Amaru se sprijazni s porazom in ob smrti prenese Kukulkanovo moč na Laro. V skladu z Unuratujinim opozorilom jo mika, da bi skrinjico uporabila za oživitev svojih staršev, vendar namesto tega dovoli, da jo Temnordeči ogenj simbolično zabode, s čimer žrtvuje Kukulkanovega duha in zaustavi Očiščenje.
Po končanem obredu pokopljejo Unuratu, Jonah pa se odloči za počitnice. Lara ostane v Paititiju, da bi Etzliju pomagala obnoviti nekdanjo slavo mesta. V prizoru po koncu končnih napisov Lara načrtuje naslednjo pustolovščino na dvorcu Croft in priznava, da njena vloga ni reševanje skrivnosti sveta, temveč njihova zaščita.

### Naložljiva vsebina
Za igro Shadow of the Tomb Raider je bilo izdanih več poglavij naložljive vsebine, ki so razširila zgodbo igre. Vsako od teh poglavij poteka vzporedno z glavno zgodbo in se osredotoča na dodatno grobnico. Lara odkrije vir majevskega vpliva v Peruju in razreši skrivnost pogrešanega naftnega delavca; najde artefakt, ki naj bi okrepil Unuratin upor, vendar odkrije skrivnost, ki bi ga lahko ogrozila; med iskanjem močnega orožja se sooči s svojimi najhujšimi strahovi; izve za tragedijo, ki je vplivala na Amarujevo odločitev, da se pridruži Trojici; pomaga majhni skupini upornikov, ki jih ujame kult Kukulkana; preiskuje motnje v lokalnem templju, ki se spremenijo v past, ki jo je pripravilo Trojstvo; in izve za usodo Yaaxilov, ki so preživeli bitko s Trojico.

## Razvoj
Razvoj igre Shadow of the Tomb Raider se je začel leta 2015, kmalu po izidu igre Rise of the Tomb Raider. V nasprotju s prejšnjimi deli iz serije Tomb Raider, ki jih je v glavnem razvijal Crystal Dynamics, je Eidos-Montréal prevzel glavne razvojne naloge za Shadow of the Tomb Raider, Crystal Dynamics pa je poskrbel za dodatni razvoj. Medtem ko je studio pri prejšnjih delih prenovljene serije Tomb Raider deloval v podporni vlogi, je tokrat Crystal Dynamics prevzel vlogo podpornika. Zaradi tega prehoda se je moralo prilagoditi tako osebje Eidos-Montréal kot Crystal Dynamics, pri čemer je Eidos-Montréal med prehodom iz podporne v vodilno razvojno vlogo doživljal »bolečine rasti«. Podobno kot pri serijah Deus Ex in Thief so pri Eidos-Montréal najprej temeljito spoznali osnovne elemente serije, nato pa se lotili gradnje igre na podlagi prejšnjih del in lastne filozofije oblikovanja.
Igra Shadow of the Tomb Raider je bila zgrajena na pogonu Foundation, ki ga je prvotno izdelal Crystal Dynamics. Gre za isti pogon, ki je bil uporabljen za igro Rise of the Tomb Raider, vendar ga je izpopolnil Eidos Montreal.
Eidos-Montréal je ocenil, da bodo stroški razvoja igre znašali od 75 do 100 milijonov dolarjev, ločen proračun za trženje in promocijo pa je znašal 35 milijonov dolarjev, kar je bil v tistem času največji projekt studia. Vodja studia David Anfossi je priznal obsežnost projekta na sodobnem trgu iger in potrebo po ustvarjanju dobička. Ob upoštevanju teh stroškov je podjetje Eidos-Montréal poskušalo vključiti eksperimentalne elemente za večigralsko možnost, da bi s pomočjo nastajajočega trenda »igre kot storitev« zagotovilo trajnost igre, s čimer bi lahko igra zagotovila prihodek po izidu in spodbudila nastanek večje skupnosti. Razvoj je bil končan 24. julija 2018, ko je Eidos-Montréal potrdil, da je bila igra razglašena za zlato (kar pomeni, da je bila pripravljena za razmnoževanje in izdajo).

### Zgodba in igranje
Igra Shadow of the Tomb Raider je bila zasnovana tako, da je razvijala pripovedne in igralne elemente Lare Croft; v ponovnem zagonu iz leta 2013 je bila prikazana kot preganjana preživela junakinja, v igri Rise of the Tomb Raider je začela zasledovati svoje cilje, v igri Shadow of the Tomb Raider pa je prikazana kot mojstrica okolja. Zgodba prenovljene trilogije se zaključi s tem, da Lara postane »plenilka grobnic, kakršna naj bi bila od nekdaj«. Režiser pripovedi Jason Dozois je opredelil, da gre za Larin končni lik »plenilca grobnic« v časovnem okviru ponovnega zagona in ne za vrnitev k liku Lare iz iger pred letom 2013:
»Lara je za nas klasičen brezčasen lik. To ni zgodovinsko delo. Vedno je postavljena v današnji čas, zato moramo uporabiti današnje občutke. Namen ponovnega zagona je bil ustvariti bolj prizemljeno različico Lare. Postati Plenilec grobov pomeni postati končni izraz te časovnice, kar za nas pomeni, da postanemo bolj odgovorni pri uporabi arheologije, da ne gre le za posedovanje predmeta, vstop v grobnico, kjer vse razpade, in nato odhod. Gre za spoznanje, da je arheologija tudi kultura, zgodovina in jezik, kar vključuje ljudi.«
Vodstvo je želelo obravnavati »politične napetosti« in družbeni vpliv bogate bele ženske, ki lovi artefakte v tujih deželah, pri čemer se Lara na vrhuncu zgodbe sprijazni s svojim položajem. Za odražanje te teme je bilo izbrano okolje Latinske Amerike. K temu sta pripomogli Larina obsedenost in temačne osebnostne lastnosti, saj je bilo v več prizorih poudarjeno žrtvovanje, ki ga je bila prisiljena opraviti med zasledovanjem Trojice. Uničenje, ki ga Lara sproži, ko zahteva ključni artefakt pred Trojico, je bilo zasnovano kot inverzija tradicionalnega pristopa igre Tomb Raider, ki je uporabljala podoben slog brez posledic. Za igro je bilo predvidenih več različnih prizorov po koncu igre. Ob prvi izdaji je bil eden od izločenih prizorov vključen po pomoti, s popravkom po izdaji pa je bil zamenjan z načrtovanim prizorom.
Britansko-ameriška igralka Camilla Luddington je ponovila svojo vlogo iz prejšnjih dveh iger in je podjetju Eidos-Montréal pomagala ohraniti Larino podobo v skladu s prejšnjima igrama. Luddingtonova je tako kot pri filmih Tomb Raider in Rise of the Tomb Raider poskrbela za zajem gibanja Lare, pri čemer je Shadow of the Tomb Raider označila za enega najtežjih čustvenih nastopov v času igranja Lare. Glavni antagonist je bil zamišljen kot Larin čustveni nasprotnik, džungla pa kot njen fizični nasprotnik. Larin odnos z Jonahom se je še bolj razvil; medtem ko sta bila v Tomb Raiderju oddaljena, jo je v Rise of the Tomb Raider zaščitil zaradi zvestobe izgubljenim prijateljem, v Shadow of the Tomb Raider pa ju povezuje močna vez, zaradi katere jo Jonah podpira. Eidos Montréal je zaradi svojih prejšnjih izkušenj s filmskim pripovedovanjem zgodb zasnoval pripoved igre Shadow of the Tomb Raider z več filmskimi trenutki. Ekipa je morala upoštevati celoten koncept trilogije o ponovnem zagonu in pripovedne niti, ki so v Rise ostale nerešene, vključno s tem, kdo je ubil Larinega očeta. Pred začetkom snemanja je igralska zasedba prebrala scenarij, da bi bili nastopi bolj prepričljivi.
Okolje džungle v igri je bilo izbrano za »dopolnitev« Larinih sposobnosti, saj je tako prenesla stare veščine in se naučila novih, da bi se lahko soočila z novimi grožnjami. Delovalo je kot vizualno nasprotje prejšnjim igram. Čeprav je bila ekipa pri oblikovanju zgodbe omejena s splošnim načrtom, je lahko prilagodila ravnovesje igranja, tako da je bil v primerjavi z igro Rise večji poudarek na ugankah. Cilj je bil, da se Lara ob soočenju s kruto resničnostjo džungle razvije, pri čemer je njeno zgodnje soočenje z jaguarji katakliza, ki sproži njeno preobrazbo. Stealth elementi—vključno z maskiranjem in uporabo taktike strahu—so navdih črpali iz filmov, kot sta Rambo in Predator. V igranje je bilo vključeno plavanje, vendar je ekipa poskrbela, da je imelo značaj »preživetvene akcije«.
Režiser Daniel Chayer-Bisson je preoblikovanje ustaljene zasnove ravni opisal kot »nočno moro«, saj so morali upoštevati eksperimentiranje igralcev in morebitno prekinitev zaporedja pri uvajanju novih mehanik, kot sta plezanje na previse in uporaba prijemalne vrvi. Med anketiranjem oboževalcev je ekipa slišala želje po težjih ugankah in odstranitvi vizualnih pripomočkov za plezanje, kot so bele površine. Ker bi njihova popolna odstranitev povzročila, da bi bila igra zastrašujoča za novince, so kot kompromis oblikovali nastavitve težavnosti. Igra Shadow of the Tomb Raider je bila prilagojena novincem, saj je bil uvodni del hkrati pripovedni uvod in vodnik za Larine sposobnosti. Splošna navpičnost okolij in njen vpliv na mehanike, kot sta plavanje in oprijemanje, odražata temo »spuščanja« v igri.

### Umetniško in glasbeno oblikovanje
Prizorišče in pripoved se zgledujeta po mitologiji Majev, Aztekov in Inkov, vključno s ponavljajočim se poudarkom na čaščenju sonca, žrtvovanju in starosti človeštva. Vpliv Majev je bil izbran zaradi astronomije in datumov, na katere je bila ta kultura vezana. Oblikovalci so med začetnim oblikovanjem želeli, da Lara odkrije pravo izgubljeno grobnico z ljudmi, ki živijo okoli nje, kar je bil koncept, ki ga je prej omejevala takratna tehnologija. Med raziskovanjem so izbrali mesto Paititi zaradi zgodovinskega precedensa pred povsem izmišljenimi lokacijami, kot je El Dorado. Kultura Paititi je temeljila na domnevi, da so se v Peru lahko priselili elementi azteških in majevskih mezoameriških kultur. Kultura in prebivalci Paititija temeljijo na zgodovinskih zapisih o ljudstvih Majev, Aztekov in Inkov. Oblačila ljudi so temeljila na zgodovinskih primerih in pričevanjih. Ekipa se je posvetovala z zgodovinarji, da bi zagotovili, da so njihovi kulturni prikazi natančni in spoštljivi.
Glasbo za Shadow of the Tomb Raider je napisal Brian D'Oliveira. Ekipa je sledila glasbenim slogom, ki so se uveljavili od ponovnega zagona leta 2013, vendar je dodala nove estetske elemente, vključila lokalno kulturo ter temačnejši prikaz Lare in njenega poslanstva. D'Oliveira je bil angažiran zaradi svojih sposobnosti za igranje južnoameriških instrumentov, med snemanjem v svojih montrealskih studiih pa je sodeloval z domačimi glasbeniki, da bi dosegel pravi zvok za vsako lokacijo. Martin Stig Andersen je sodeloval kot oblikovalec zvoka okolice, ki se je osredotočil na zvočni prehod na podvodne segmente. Ekipa je ponovno uporabila »The Instrument«, posebej zasnovano tolkalo, ki ga je Matt McConnell ustvaril za soundtrack iz ponovnega zagona iz leta 2013. »The Instrument« je bil uporabljen kot pomoč pri izražanju prvinskih vidikov Larinega značaja, poleg tega pa se je navezoval na njeno pustolovščino na Jamataju v igri iz leta 2013.

## Izid
Podjetje Square Enix je 15. marca 2018 potrdilo, da je nadaljevanje igre Rise of the Tomb Raider v razvoju in da naj bi izšlo 14. septembra 2018 za sisteme Microsoft Windows, PlayStation 4 in Xbox One. Različico za Windows je razvilo podjetje Nixxes Software, ki je za to platformo pripravilo več prejšnjih iger Tomb Raider. Istega dne je bil objavljen napovednik, ki prikazuje Laro Croft v gorskem okolju. Igra je bila razkrita 27. aprila 2018 z napovednikom, posnetki zaslona in enourno demonstracijo za novinarje. Feral Interactive je igro 5. novembra 2019 prenesel na macOS in Linux. Igra je bila izdana za Stadio 19. novembra kot del začetne ponudbe platforme, skupaj s prenovljeno igro iz leta 2013 in igro Rise of the Tomb Raider.
Različici za PC in Stadio je ustvarilo podjetje Nixxes Software. Napovedana je bila sezonska vstopnica (season pass), ki igralcem omogoča dostop do sedmih »poti« naložljive vsebine (DLC), ki vključujejo nove zgodbe, misije, grobnice, orožje, obleke in veščine. Nobena od njih ne bi vsebovala dodatne vsebine zgodbe, ki je bila popolna v osnovni izdaji. 4. novembra je izšla tudi različica Shadow of the Tomb Raider: Definitive Edition, ki vsebuje glavno igro in dodatke DLC. Na tej izdaji so temeljile različice Feral Interactive in različica Stadia.

## Odziv
| Agregator  | Ocena                               |
| ---------- | ----------------------------------- |
| Metacritic | PC: 77/100 PS4: 75/100 XONE: 82/100 |

| Publikacija               | Ocena  |
| ------------------------- | ------ |
| Destructoid               | 7.5/10 |
| Electronic Gaming Monthly | 8/10   |
| GameRevolution            | [ 39 ] |
| GameSpot                  | 6/10   |
| GamesRadar+               | [ 41 ] |
| IGN                       | 9/10   |
| PC Gamer (ZDA)            | 84/100 |
| VideoGamer.com            | 7/10   |

Ob izidu se je igra Shadow of the Tomb Raider počasi začela prodajati, kar je predsednik družbe Square Enix Yosuke Matsuda pripisal pomanjkanju izvirnosti v primerjavi z drugimi igrami tistega časa. Do konca decembra 2018 je bilo po vsem svetu prodanih 4,12 milijona izvodov igre. Čeprav je bila igra prodana slabše kot številne druge igre tistega leta, je bil Eidos-Montréal zelo zadovoljen z njeno prodajo in kritičnim sprejemom, kar jih je spodbudilo, da so pripravili DLC vsebino. Shadow of the Tomb Raider je po podatkih spletišča Metacritic, ki beleži in povpreči ocene, prejela »na splošno ugodne« ocene.
Brett Makedonski iz spletne strani Destructoid je teme igre primerjal z Uncharted in Indiana Jones in tempelj smrti, pohvalil grafiko, platformiranje in grobnice z izzivi, kritiziral pa je pomanjkanje bojnih delov iz prejšnjih iger in zgodbo. Revija Electronic Gaming Monthly je igro pozitivno ocenila in zapisala, da se ji je uspelo ločiti od drugih podobnih iger zaradi izpopolnjene mehanike in zasnove. Igro je pohvalila tudi Rachel Weber iz portala GamesRadar, ki jo je označila za »najmočnejši del prenovljene trilogije« in dejala, da igra Shadow of the Tomb Raider ostaja zvesta prednostim lika, pohvalila pa je tudi uvedbo grobnic z izzivi.
Lucy O'Brien z IGN je dejala, da je Shadow of the Tomb Raider primeren zaključek trilogije o izvoru Lare Croft: »Z zgodbo, ki zadovoljivo stopa na mejo med visokokonceptualno zabavo in utemeljenim raziskovanjem lika, Shadow of the Tomb Raider smiselno zaključi potovanje, ki ga je Lara začela leta 2013, in jo prepričljivo pusti na mestu, ki je podobno tistemu, kjer je bila, ko smo jo prvič spoznali pred več kot 20 leti.« Michael Leri iz revije Game Revolution je pohvalil številne grobnice in uganke v igri, pri čemer je grobnice označil za zabavne in zahtevne, uganke pa za najboljšo lastnost igre. Andy Kelly iz revije PC Gamer (ZDA) je igro označil za eno najboljših iger Tomb Raider doslej, pri čemer je izpostavil izboljšano stealth bojevanje in raziskovanje grobnic.
Chris Plante iz revije Polygon je pohvalil napredovanje lika in igranja skozi celotno trilogijo, igro Shadow of the Tomb Raider pa označil za »izboljšavo in ne revizijo« prvih dveh iger trilogije in dodal, da je treba igro pohvaliti, saj ima v primerjavi z drugima dvema igrama najboljšo različico mehanike. Nasprotno pa Joshu Wiseu iz VideoGamerja glavna zgodba ni bila všeč, saj je bila po njegovem mnenju polna odvečnih elementov in slabega pisanja, čeprav je pohvalil platformo in oblikovanje sveta. Tudi Edmond Tran iz spletnega portala GameSpot je podal mešano oceno, saj je kritiziral stranske misije v igri in razvoj Larinega lika, hkrati pa pohvalil glavne misije, grafiko, okolja in grobnice, ki jih je mogoče raziskati.

### Nagrade
| Leto | Nagrada                                               | Kategorija | Rezultat    | Skl           |
| ---- | ----------------------------------------------------- | --- | ----------- | ------------- |
| 2018 | Game Critics Awards                                   | Najboljša akcijska/pustolovska igra                                                                                   | nominiran/a | [ 48 ]        |
| 2018 | Gamescom                                              | Najboljša konzolna igra (Xbox One)                                                                                    | nominiran/a | [ 49 ]        |
| 2018 | Gamescom                                              | Najboljša PC igra | nominiran/a | [ 49 ]        |
| 2018 | Golden Joystick Awards                                | Najboljše oblikovanje zvoka                                                                                           | nominiran/a | [ 50 ] [ 51 ] |
| 2018 | The Game Awards                                       | Najboljša akcija/pustolovščina                                                                                        | nominiran/a | [ 52 ]        |
| 2018 | Gamers' Choice Awards                                 | Najljubši s strani oboževalcev izbran lik leta (Lara Croft)                                                           | nominiran/a | [ 53 ] [ 54 ] |
| 2018 | Gamers' Choice Awards                                 | Najljubši s strani oboževalcev izbran ženski glasovni igralec (Camilla Luddington)                                    | Osvojil/a   | [ 53 ] [ 54 ] |
| 2018 | Titanium Awards                                       | Najboljša predstava v španščini (Danai Querol)                                                                        | nominiran/a | [ 55 ]        |
| 2018 | Titanium Awards                                       | Najboljša pustolovska igra                                                                                            | nominiran/a | [ 55 ]        |
| 2019 | Annie Awards                                          | Animacija likov v videoigri                                                                                           | nominiran/a | [ 56 ]        |
| 2019 | Annual D.I.C.E. Awards                                | Akcijska igra leta | nominiran/a | [ 57 ]        |
| 2019 | National Academy of Video Game Trade Reviewers Awards | Umetniško vodenje, Sodobno                                                                                            | nominiran/a | [ 58 ] [ 59 ] |
| 2019 | National Academy of Video Game Trade Reviewers Awards | Usmerjanje kamere v igralnem pogonu                                                                                   | nominiran/a | [ 58 ] [ 59 ] |
| 2019 | National Academy of Video Game Trade Reviewers Awards | Oblikovanje kostumov                                                                                                  | nominiran/a | [ 58 ] [ 59 ] |
| 2019 | National Academy of Video Game Trade Reviewers Awards | Osvetlitev/tekstura                                                                                                   | nominiran/a | [ 58 ] [ 59 ] |
| 2019 | National Academy of Video Game Trade Reviewers Awards | Izvirna dramska glasba, franšiza                                                                                      | nominiran/a | [ 58 ] [ 59 ] |
| 2019 | National Academy of Video Game Trade Reviewers Awards | Zvočni učinki | nominiran/a | [ 58 ] [ 59 ] |
| 2019 | National Academy of Video Game Trade Reviewers Awards | Uporaba zvoka, franšiza                                                                                               | Osvojil/a   | [ 58 ] [ 59 ] |
| 2019 | 2019 G.A.N.G. Awards                                  | Avdio leta | nominiran/a | [ 60 ] [ 61 ] |
| 2019 | 2019 G.A.N.G. Awards                                  | Oblikovanje zvoka leta                                                                                                | nominiran/a | [ 60 ] [ 61 ] |
| 2019 | 2019 G.A.N.G. Awards                                  | Najboljši album izvirne glasbe                                                                                        | Osvojil/a   | [ 60 ] [ 61 ] |
| 2019 | 2019 G.A.N.G. Awards                                  | Najboljša interaktivna glasba                                                                                         | Osvojil/a   | [ 60 ] [ 61 ] |
| 2019 | 2019 G.A.N.G. Awards                                  | Najboljši zvok iz filmske sekvence                                                                                    | nominiran/a | [ 60 ] [ 61 ] |
| 2019 | 2019 G.A.N.G. Awards                                  | Najboljša zvočna publikacija, predstavitev ali oddaja o igri (Soundworks Collection Video: Shadow of the Tomb Raider) | Osvojil/a   | [ 60 ] [ 61 ] |
| 2019 | Italian Video Game Awards                             | Izbor ljudstva | nominiran/a | [ 62 ]        |

## Animirano nadaljevanje
V skupni koprodukciji med Netflixom in Legendary Entertainment je bilo napovedano, da se pripravlja priredba serije v stilu anime, ki bo temeljila na franšizi ponovnega zagona videoigre, in da se bo serija v prvi vrsti odvijala po dogodkih v igri Shadow of the Tomb Raider.